# VMware ESXi
VMware ESXi Server (ранее VMware ESX) — программный продукт для виртуализации уровня предприятия, предлагаемый компанией VMware в качестве компонента VMware vSphere (ранее VMware Infrastructure). Начиная с версии 5.0 ESX замещен продуктом ESXi, дальнейшая разработка ESX прекращена на версии 4.1 update 3.
ESX и ESXi являются встроенными гипервизорами и устанавливаются непосредственно на «голое железо», то есть вместо базовой операционной системы.
Гипервизор ESX/ESXi позволяет разделить ресурсы физического компьютера на логические разделы, называемые виртуальными машинами. Включает в себя средства управления виртуальными машинами и ресурсами. Предъявляет определённый набор требований к аппаратному обеспечению — в частности, обязательно наличие поддержки виртуализации со стороны процессора и материнской платы. ESXi для своей установки требует не менее 4 ГБ (для версии 5.0 достаточно 2Гб) оперативной памяти. После установки ESX Server установка операционной системы похожа на установку в VMware Workstation в ОС Windows и Linux.
Для хранения и распространения виртуальных машин поддерживает открытый стандарт Open Virtualization Format.